# Эдеалина
Эдеалина (порт. Edealina) — муниципалитет в Бразилии, входит в штат Гояс. Составная часть мезорегиона Юг штата Гойас. Входит в экономико-статистический микрорегион Вали-ду-Риу-дус-Бойс. Население составляет 3629 человек на 2006 год. Занимает площадь 603,652 км². Плотность населения — 6,0 чел./км².
Праздник муниципалитета — 15 апреля.

## Статистика
- Валовой внутренний продукт на 2003 год составляет 38 471 343,00 реалов (данные: Бразильский институт географии и статистики).
- Валовой внутренний продукт на душу населения на 2003 год составляет 10 372,43 реала (данные: Бразильский институт географии и статистики).
- Индекс развития человеческого потенциала на 2000 год составляет 0,768 (данные: Программа развития ООН).